# Papà Natale e i due orsetti
Papà Natale e i due orsetti (titolo originale Santa and the Three Bears) è un lungometraggio a cartoni animati statunitense, prodotto da Ellman Film Enterprises, con la collaborazione di Key Industries Ltd e Tony Benedict Productions, nel 1970, della durata di 76 minuti.
Destinato ad un pubblico di bambini, è una favola natalizia incentrata su una coppia di cuccioli di orso che sognano di vedere Babbo Natale.

## Trama
Due orsacchiotti del Parco di Yellowstone, Nikomi e Chinook, non hanno mai sentito parlare del Natale. Quando un vecchio ranger del parco racconta loro la leggenda di Babbo Natale, i due decidono di ritardare il loro letargo invernale pur di vedere il favoloso vecchio, nonostante i dubbi della loro madre, Nana.
Preoccupato all'idea di dare una delusione ai due cuccioli, il vecchio ranger decide di camuffarsi lui stesso da Babbo Natale per farli felici, ma rimane bloccato da una tormenta di neve. Quando i due piccoli orsi, non vedendo arrivare nessuno, si rassegnano all'evidenza che Babbo Natale non esista, questi in carne e ossa appare nella loro tana, riempiendoli di doni.

## Produzione
Il film, originariamente della durata di circa 76', venne lanciato nei cinema il 7 novembre 1970 per la regia di Tony Benedict, con animazioni di Bill Hutten, Volus Jones e Tony Love. Successivamente, nel 1992 ne venne realizzata una versione in VHS, destinata all'home video e distribuita dalla casa statunitense GoodTimes Home Video. In questa versione in videocassetta vennero tagliate alcune scene non essenziali, riducendo la lunghezza totale del film a 45' scarsi.